# 廖風德
廖風德（1951年4月17日—2008年5月10日），筆名廖蕾夫，中華民國政治人物、作家、歷史學研究者。宜蘭縣冬山鄉人。
曾任立法委員、國立政治大學歷史學系兼任副教授、國民黨副秘書長兼組發會主委。2008年總統選舉國民黨獲勝後，原定在5月20日政權轉移後接任內政部長，但5月10日在臺北市文山區自家附近登山時猝逝。

## 學歷
淡江文理學院歷史學系學士、國立政治大學新聞研究所碩士、歷史研究所博士。他的碩士論文研究香港的大公報（《中共香港大公報的宣傳分析》）。
他以《學潮與戰後中國政治（1945—1949）》博士論文在1990年成為政治大學歷史研究所授予的第1位博士，畢業後獲聘為政大歷史系兼任副教授，任教至逝世為止。

## 文學創作
廖風德筆名「廖蕾夫」，第1篇小說創作是1976年的《見習官》。他以《竹仔開花》、《隔壁親家》2篇小說在1979年、1980年連獲聯合報文學獎短篇小說獎。
其中《隔壁親家》被改編成為在當代廣受好評的電視劇播出，共有1989年華視製作的同名連續劇《隔壁親家》，由石英和張柏舟主演。1999年民視改編製作的連續劇《親戚不計較》，由卓勝利和李㼈擔綱主演並播映2248集，本人也曾在劇中客串演自己。
2009年由音樂時代劇場改編為同名音樂劇《隔壁親家》。

## 意外病逝
2008年5月10日下午三點半左右，曾有高山症及痛風病史的廖風德在台北木柵住家附近的山上健行時突然身體不適，被送下山轉送臺北市立萬芳醫院急救，在到院前已經沒有生命跡象。急救期間，準總統馬英九、準閣揆劉兆玄、準副總統蕭萬長以及國民黨主席吳伯雄等人都前往萬芳醫院探視廖風德。經過數小時的急救，院方在晚上九點十分正式宣告廖風德不治，死因為心肺衰竭。

## 逝世之後
2008年5月12日，家屬於慈恩園生命紀念館為廖風德設置靈堂供各界弔唁，時為候任總統的馬英九親臨致哀。
2008年6月7日在生前任教的國立政治大學藝文中心舉辦「風‧紀念音樂會」（風的紀念音樂會），馬英九總統及國民黨吳伯雄主席等黨政官員皆出席。6月9日在台北市第一殯儀館舉行公祭，遺體隨後火化，暫厝金寶山，6月底運回宜蘭老家。